# Cattleya bicalhoi
Cattleya bicalhoi là một loài thực vật có hoa trong họ Lan. Loài này được Van den Berg mô tả khoa học đầu tiên năm 2008.

## Hình ảnh

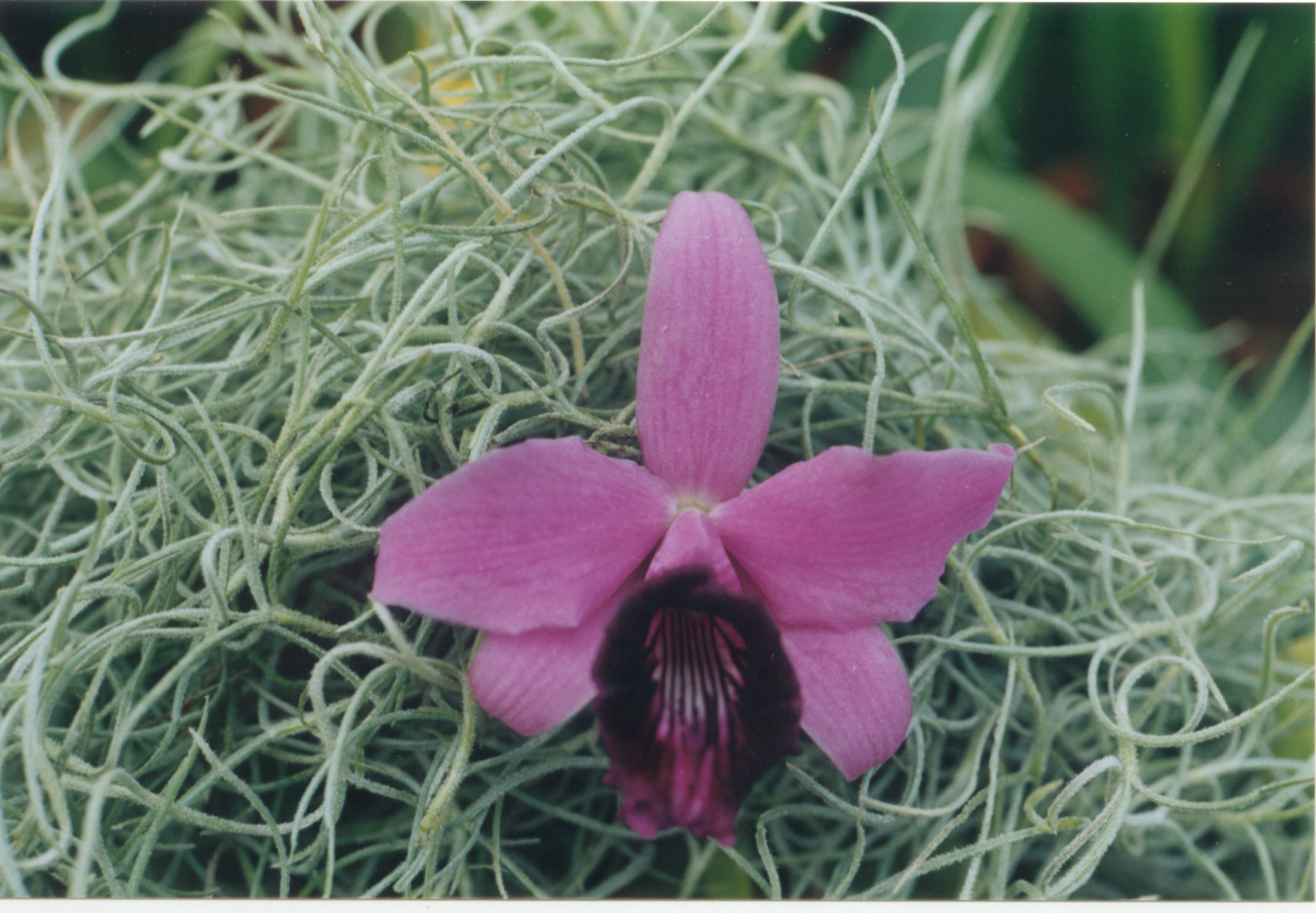
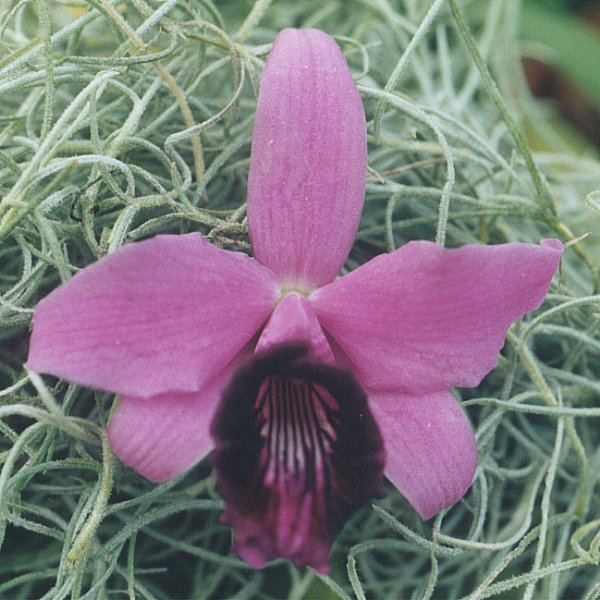
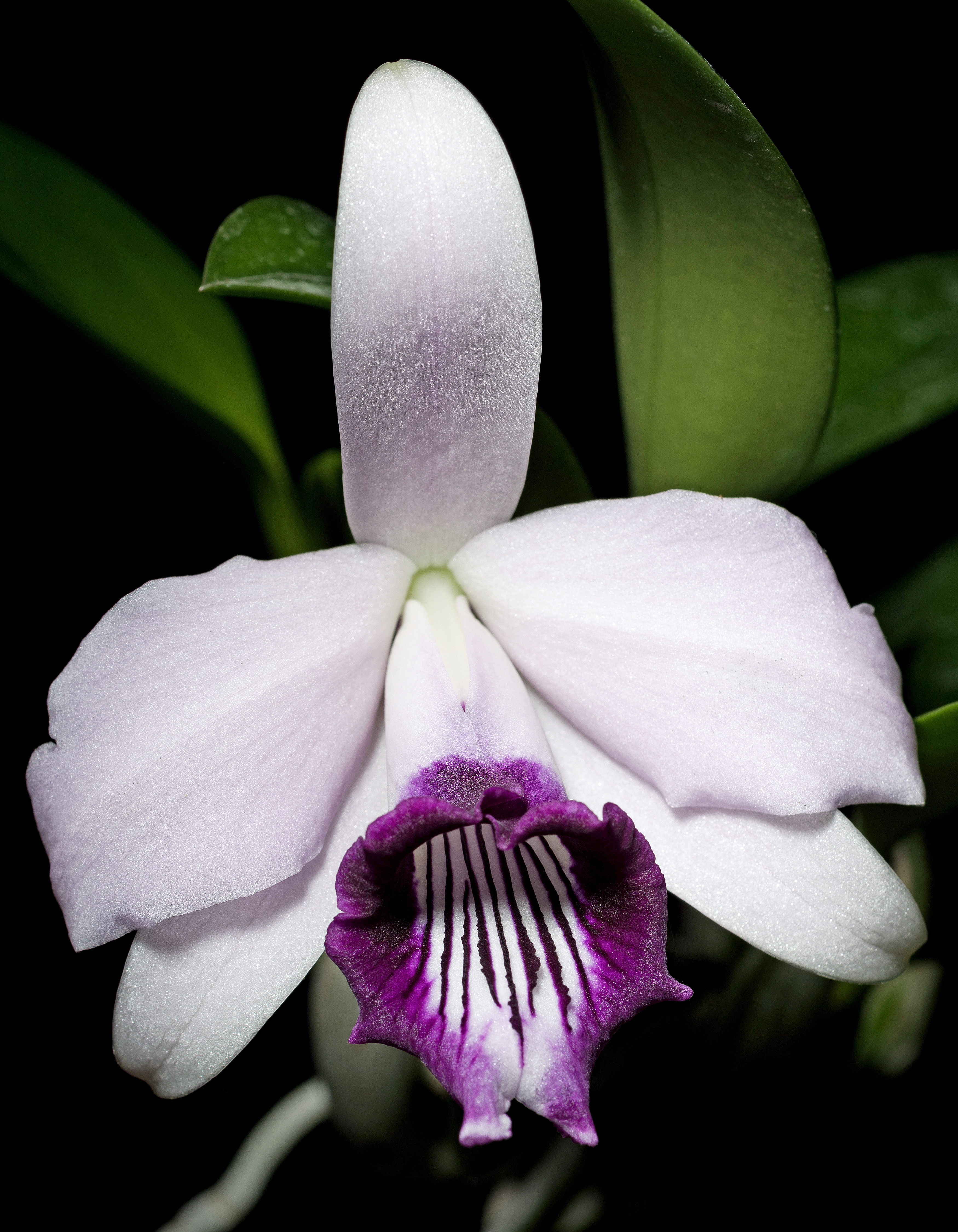